# Endofenótipo
Em epidemiologia genética, endofenótipo é um termo usado para separar sintomas comportamentais em fenótipos mais estáveis com uma conexão genética clara. O conceito foi cunhado por Bernard John e Kenneth R. Lewis em um artigo de 1966 que tentava explicar a distribuição geográfica dos gafanhotos. Eles alegaram que a distribuição geográfica particular não poderia ser explicada pelo "exofenótipo" óbvio e externo dos gafanhotos, mas sim pelo seu "endofenótipo" microscópico e interno.
O próximo uso importante do termo foi na genética psiquiátrica, para preencher a lacuna entre a apresentação de sintomas de alto nível e a variabilidade genética de baixo nível, como polimorfismos de nucleotídeo único. Portanto, é um conceito aplicável a doenças hereditárias, como transtorno bipolar e esquizofrenia. Desde então, o conceito se expandiu para muitos outros campos, como o estudo do TDAH, dependência química, doença de Alzheimer, obesidade e fibrose cística. Alguns outros termos que têm um significado semelhante, mas não enfatizam tanto a conexão genética, são "fenótipo intermediário", "marcador biológico", "traço subclínico", "marcador de vulnerabilidade" e "marcador cognitivo". A força de um endofenótipo é sua capacidade de diferenciar entre diagnósticos potenciais que apresentam sintomas semelhantes.

## Definição
Na pesquisa psiquiátrica, os critérios aceitos para que um biomarcador seja chamado de endofenótipo incluem: 
1. Um endofenótipo deve acompanhar uma doença na população.
2. Um endofenótipo deve ser hereditário.
3. Um endofenótipo não deve ser dependente do estado da doença (isto é, se manifesta se a doença está ativa ou em remissão).
4. Um endofenótipo deve co-segregar com doença dentro das famílias.
5. Um endofenótipo deve estar presente em uma taxa mais alta nas famílias afetadas do que no resto da população.
6. Um endofenótipo deve ser passível de medição confiável e ser específico para a doença de interesse.

## Para a esquizofrenia
No caso da esquizofrenia, o sintoma evidente pode ser uma psicose, mas os fenótipos subjacentes são, por exemplo, a falta de proteção sensorial e um declínio na memória de trabalho. Ambas as características têm um claro componente genético e podem, portanto, ser chamadas de endofenótipos. Um forte candidato ao endofenótipo da esquizofrenia é a inibição do pré-pulso, a capacidade de inibir a reação a estímulos surpreendentes. No entanto, vários outros endofenótipos relacionados à tarefa têm sido propostos para esquizofrenia, e até mesmo medidas de repouso extraídas do EEG, como potência das bandas de frequência e microestados de EEG.
Alguns genes distintos que podem estar subjacentes a certos traços endofenotípicos na esquizofrenia incluem:
- RELN - codificação da proteína reelin regulada negativamente no cérebro dos pacientes. Em um estudo de 2008, suas variantes foram associadas ao desempenho em testes de memória operacional verbal e visual nas famílias nucleares dos sofredores.[18]
- O FABP7, que codifica a proteína 7 de ligação aos ácidos graxos (cérebro), um SNP do qual foi associado à esquizofrenia em um estudo de 2008, também está ligado à inibição do pré-pulso em camundongos.[19] Ainda é incerto se a descoberta será replicada para pacientes humanos.
- CHRNA7, que codifica a subunidade alfa7 do receptor nicotínico neuronal de acetilcolina. Os receptores contendo alfa7 são conhecidos por melhorar a inibição do pré-pulso, os estados pré-atento e atento.[20]

## Para o transtorno bipolar
No transtorno bipolar, um endofenótipo comumente identificado é um déficit na identificação de emoções faciais, que é encontrado tanto em indivíduos com transtorno bipolar quanto em indivíduos que estão "em risco" (ou seja, têm um parente de primeiro grau com transtorno bipolar). Usando fMRI, este endofenótipo foi associado à disfunção no córtex pré-frontal dorsolateral e ventrolateral, córtex cingulado anterior, corpo estriado e amígdala. Foi descoberto que um polimorfismo no gene CACNA1C que codifica o canal de cálcio dependente de voltagem Cav1.2 está associado a déficits no reconhecimento de emoção facial.

## Para o suicídio
O conceito de endofenótipo também tem sido usado em estudos do suicídio. As características de personalidade podem ser vistas como endofenótipos que podem exercer um efeito de diátese sobre a suscetibilidade de um indivíduo ao comportamento suicida. Embora a identificação exata desses endofenótipos seja controversa, certos traços como impulsividade e agressão são fatores de risco comumente citados. Uma dessas bases genéticas para um desses endofenótipos de risco foi sugerida em 2007 como sendo o gene que codifica o receptor da serotonina 5-HT 1B, conhecido por ser relevante em comportamentos agressivos.